# Chiesa di San Giovanni Evangelista (Gais, Italia)
La chiesa di San Giovanni Evangelista (in tedesco Pfarrkirche St. Johannes Evangelist) è la parrocchiale di Gais, in provincia autonoma di Bolzano e diocesi di Bolzano-Bressanone; fa parte del decanato di Tures.

## Storia
La prima citazione di una chiesa a Gais risale all'Alto Medioevo, essendo datata 990. 
Tuttavia, nel XII secolo sorse la nuova parrocchiale romanica, edificata forse nel 1180.
Successivamente, in periodo tardogotico, i muri della struttura vennero innalzati e in epoca barocca invece la volta fu modificata eliminando i costoloni.
La chiesa fu poi oggetto di un rifacimento tra il 1906 e il 1911, in occasione del quale venne trasformata in stile neoromanico-neogotico; tra il 1974 e il 1980 l'edificio fu completamente restaurato.

## Descrizione

### Esterno
L'asimmetrica facciata della chiesa, a salienti, è in pietra a faccia vista; centralmente presenta il portale d'ingresso, a doppio battente, mentre sopra di esso si apre, leggermente decentrata, una grande finestra a tutto sesto.
Sulla destra, in continuità col prospetto, si erge il campanile a base quadrata, anch'esso in pietra, che presenta all'altezza della cella una monofora per lato; sopra di essa si impostano quattro timpani triangolari contenenti piccole bifore, mentre a coronamento si eleva un'alta guglia. In cella campanaria è presente un concerto di 5 campane in Solb3 (Solb3, Lab3, Sib3, Reb4, Mib4) elettrificate a slancio tirolese fuse da Colbachini di Trento nel 1924.

### Interno
L'interno dell'edificio si compone di tre navate separate da grandi arcate a tutto sesto; le due navatelle sono concluse da absidiole semicircolari, mentre al termine di quella centrale si sviluppa il presbiterio, anch'esso chiuso da un'abside di forma semicircolare.
Qui sono conservate diverse opere pregevoli, tra le quali i dipinti delle volte raffiguranti Scene dalla vita di Maria e Gesù e i Santi martiri Cassiano, Tarcisio e Sebastiano, eseguiti da Johann Renzler nel 1804, e il mosaico dell'abside, realizzato ai primi del Novecento dall'artista Rabensteiner.